# Penisola Arrowsmith
La penisola Arrowsmith è una penisola lunga circa 64 km situata sulla costa occidentale della Terra di Graham, in Antartide. La penisola, sita in corrispondenza della costa di Loubet, è circondata a ovest dal fiordo di Laubeuf, che la separa dall'isola Adelaide, a sud dal fiordo di Bigourdan, che la separa, tra le altre, dall'isola Pourquoi Pas, a nord dal passaggio di Isacke, il ramo orientale della baia di Hanusse, che la separa dall'isola Liard, e a est dal fiordo di Lallemand e dai monti Boyle, che costituiscono la parte di terra che collega la penisola alla Penisola Antartica.

## Geografia

### Costa settentrionale
L'estremità settentrionale della penisola è costituita da punta Shmidt, poco a ovest della quale è presente la cala di Langmuir, in cui si riversa il ghiacciaio Somigliana e la cui estremità occidentale è rappresentata da capo Thorne, che è anche l'estremità orientale della cala di Shumskiy. Sulla costa settentrionale, là dove i ghiacciai Brückner e Antevs entrano in acqua, era presente la piattaforma glaciale Müller, collassata nel 2008.

### Costa occidentale
Lungo la costa occidentale, punta Bagnold divide la cala di Shumskiy dal canale di Cunnell. Procedendo verso sud si arriva poi a capo Longridge, che forma l'estremità settentrionale della baia di Whistling e costituisce l'estremità meridionale di una piccola dorsale costiera che si estende per circa 3 km. Il confine meridionale della bocca della baia di Whistling, baia in cui fluisce il ghiacciaio Nye, è invece costituito da capo Saenz.

### Costa meridionale
Capo Saenz rappresenta anche il punto più meridionale della penisola e si trova davanti al punto di incontro tra il fiordo di Laubeuf e quello di Bigourdan, fiordi in cui tra l'altro si riversano rispettivamente il ghiacciaio Vallot e il ghiacciaio Reid. Più a est, prima della congiunzione tra la penisola e la terraferma, punta Chertigrad demarca l'estremità occidentale della bocca della baia Blind, che costituisce l'estremità nord-orientale del fiordo di Bourgeois. La costa meridionale è separata dall'isola Blaiklock per mezzo del canale di Jones, al di sopra del quale fino al 2003 si trovava l'omonima piattaforma glaciale, che si trova alla congiunzione tra il fiordo di Bigourdan e quello di Bourgeois, e in cui fluisce il ghiacciaio Heim.

## Storia
La penisola Arrowsmith è stata scoperta e grossolanamente mappata nel 1909 durante la seconda spedizione antartica comandata dal francese Jean-Baptiste Charcot. In seguito essa fu esplorata e mappata più in dettaglio da membri del British Antarctic Survey, all'epoca ancora chiamato Falkland Islands and Dependencies Survey, tra il 1955 e il 1958, e così battezzata dal comitato britannico per i toponimi antartici in onore di Edwin P. Arrowsmith, al tempo governatore delle isole Falkland.